# Hautbellain
Hautbellain (luxembourgeois: Beesslek, allemand: Oberbesslingen) est une section de la commune luxembourgeoise de Troisvierges située dans le canton de Clervaux.
La gare de Bellain desservait la section jusqu'à sa fermeture en 1998.